# .ml
.ml (Mali) é o código TLD (ccTLD) na internet para o Mali, criado em Agosto de 1993, e delegado inicialmente a SOTELMA - Société des Télécommunications du Mali, e re-delegado em 2013 a AGETIC - Agence des Technologies de l’Information et de la Communication.
Até 2013, o ccTLD .ml para Mali era dividido em categorias, assim como o .br para o Brasil, onde nomes de domínios podiam ser registrados em 3° Nível na Zona DNS do .ml.
Em 2007, a SOTELMA publicou o número total de domínios registrados sob o .ml, chegando a 300 domínios distribuídos da seguinte forma:
.org.ml - 69 domínios registrados
.com.ml - 66 domínios registrados
.gov.ml - 53 domínios registrados
.net.ml - 42 domínios registrados
.edu.ml - 11 domínios registrados
.presse.ml - Nenhum domínio registrado
Em Abril de 2013, a StartUp Freenom anunciou parceria com a AGETIC, passando a oferecer o registro de domínios .ml gratuitamente e também de forma paga por períodos maiores que 12 meses, em 2.º nível a baixo do ccTLD .ml, criando assim o Dot.ml, seguindo o exemplo do Dot.tk da Freenom.